# Бар в «Фоли-Бержер»
«Бар в „Фоли-Бержер“» (фр. Un bar aux Folies Bergère) — картина Эдуарда Мане. В настоящее время находится в галерее Курто в Лондоне.
«Фоли-Бержер» — варьете и кабаре в Париже. Находится по адресу улица Рише 32. В конце XIX века это заведение пользовалось большой популярностью. Мане часто посещал «Фоли-Бержер» и в итоге написал эту картину — последнюю, которую он представил на Парижском салоне перед своей смертью в 1883 году.
Мане делал наброски к картине прямо в баре, находившемся на первом этаже варьете справа от сцены. Потом он попросил барменшу Сюзон (фр. Suzon) и своего друга, военного художника Анри Дюпре (фр. Henri Dupray), позировать в мастерской. Изначально основу композиции должны составлять стоящие друг против друга барменша и клиент, увлечённые разговором. Об этом свидетельствуют не только сохранившиеся наброски, но и рентгеновские снимки картины. Позднее Мане решил сделать сцену более многозначительной. На заднем плане видно зеркало, в котором отражается огромное количество людей, заполняющих помещение. Напротив этой толпы, за стойкой стоит поглощённая собственными мыслями барменша. Мане удалось передать чувство невероятного одиночества посреди пьющей, едящей, разговаривающей и курящей толпы, наблюдающей за акробатом на трапеции, которого можно заметить в верхнем левом углу картины.
Если взглянуть на бутылки, стоящие на мраморной стойке бара, можно заметить, что их отражение в зеркале не соответствует оригиналу. Отражение барменши тоже нереально. Она смотрит прямо на зрителя, в то время как в зеркале она обращена лицом к мужчине. Все эти несоответствия заставляют зрителя задуматься, реальный или воображаемый мир изобразил Мане.
Зеркало, в котором отражаются фигуры, изображённые на картине, роднит «Бар в „Фоли-Бержер“» с «Менинами» Веласкеса и «Портретом четы Арнольфини» ван Эйка.

## Влияние на культуру

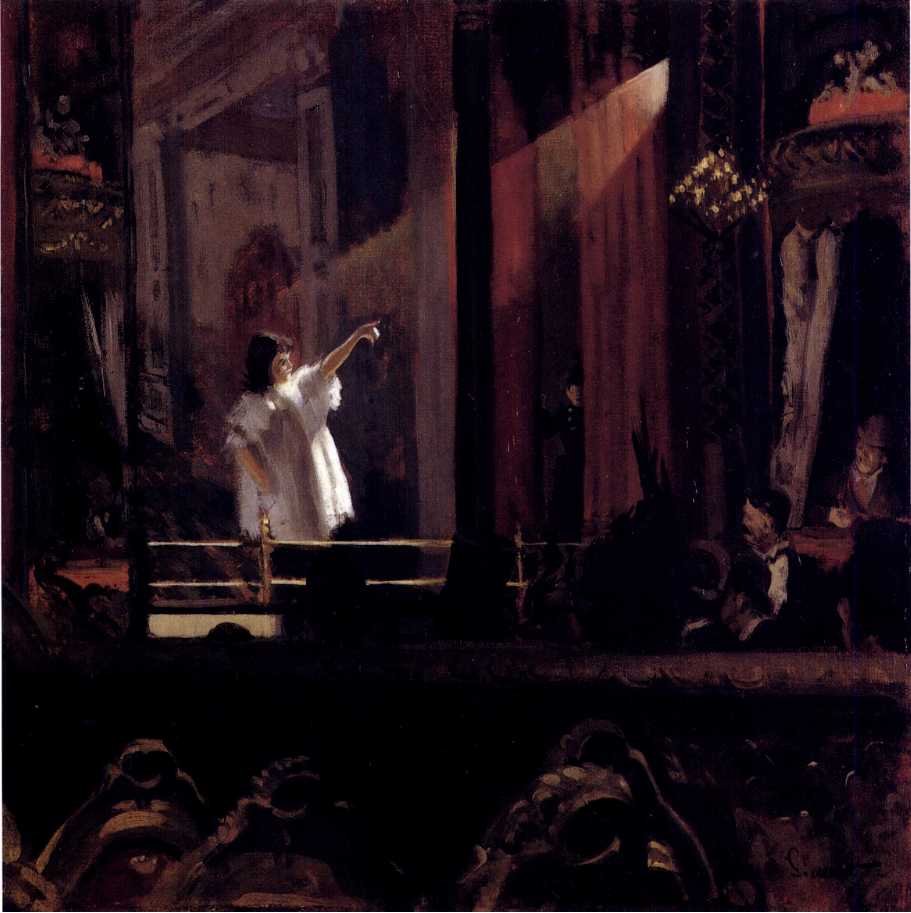
Уолтер Сикерт. Крошка Дот Хетерингтон в Старом Бедфорде, 1888—1889

Неоднократно высказывалось мнение, что картина британского художника Уолтера Сикерта «Крошка Дот Хетерингтон в Старом Бедфорде» (холст, масло, 61 × 61 см, частное собрание Гамильтона Эммонса, Монте-Карло, Монако) написана под влиянием посещения мастерской Дега в апреле 1883 года, где в то время находилось полотно французского художника «Бар в „Фоли-Бержер“». Обе живописные работы основаны на использовании отражения главного героя в большом зеркале.
В 1934 году на основе образов картины Мане был создан балет «Бар в „Фоли-Бержер“» с хореографией Нинетты де Валуа и музыкой Шабрие.
Картина почти точно была воспроизведена в сцене посещения «Фоли-Бержер» героями фильма «Личные дела милого друга» 1947 года.
Картина стала вдохновением песни (возможно, Сидни Картера) в популярной театральной лондонской постановке «The Lyric Revue» 1951 года. Её припев звучал так: 

О, как же я хочу вернуться в свою дорогую Бретань!.. Но судьба выбрала меня для работы в баре „Фоли-Бержер“.
Оригинальный текст (англ.)Oh, how I long to be Back in my dear Brittany ... But fate has chosen me For the bar at the Folies-Bergères

Картина «Бар» австралийского художника Джона Брэка 1954 года, на которой изображена сравнительно мрачная «Антиподовская» сцена в баре, является ироничной ссылкой на «Бар в „Фоли-Бержер“».
В фильме Эдди Мерфи 1988 года «Поездка в Америку», в сцене пати в доме МакДауэлла, на стене над диваном есть картина-пародия, где центральная женская фигура заменена темнокожей женщиной.
Канадский художник Джефф Уолл ссылается на «Бар в „Фоли-Бержер“» в своей работе «Картина для женщин» (1979).